# Racecadotril
Racecadotril ist ein Arzneistoff, der zur symptomatischen Behandlung des Durchfalls eingesetzt wird. Racecadotril vermittelt seine Wirkung durch eine Hemmung des Enzyms Enkephalinase. In Deutschland ist Racecadotril seit April 2007 auf dem Markt.

## Pharmakologie

### Anwendungsgebiete
Racecadotril ist zur symptomatischen Behandlung des Durchfalls bei Erwachsenen und für die ergänzende Anwendung als Antidiarrhoikum für Säuglinge ab 3 Monaten und Kindern zusammen mit oraler Flüssigkeits- und Elektrolytzufuhr zugelassen. Seit 2013 ist Racecadotril für die Anwendung gegen Durchfall beim Erwachsenen über 18 Jahre aus der Verschreibungspflicht entlassen worden.

### Wirkmechanismus
Racecadotril ist ein sogenanntes Prodrug. Es wird nach oraler Gabe im Körper erst durch Enzyme aus der Gruppe der Esterasen durch hydrolytische Spaltung zum Metaboliten Thiorphan aktiviert. Dieser Metabolit ist ein Enkephalinase-Hemmer und hemmt den Abbau körpereigener Enkephaline. Enkephaline hemmen über δ-Opiatrezeptoren die Sekretion von Wasser und Elektrolyten in das Darmlumen.

### Nebenwirkungen
Während der Behandlung von Säuglingen mit Racecadotril konnten häufig Erbrechen und Fieber beobachtet werden. Diese Nebenwirkungen können jedoch auch als Symptome der Grunderkrankung gelten. Zusätzlich konnten gelegentlich Hypokaliämie, Darmverschluss und Bronchospasmen und vereinzelt Hautausschlag beobachtet werden. In klinischen Studien mit Erwachsenen traten neben unspezifischen Nebenwirkungen, wie Kopfschmerzen, Übelkeit, Verstopfung und Schwindel, auch Bauchschmerzen, Blähungen, Appetitlosigkeit, Durstgefühl und Fieber auf.

### Wechselwirkungen
Wechselwirkungen mit anderen Arzneistoffen sind derzeit nicht bekannt.

## Stereoisomerie
Racecadotril ist chiral, enthält also ein Stereozentrum. Es gibt somit zwei Enantiomere, die (R)-Form und die (S)-Form. Die Handelspräparate enthalten den Arzneistoff als Racemat (1:1-Gemisch der Enantiomere).

## Arzneimittelmarkt
Monopräparate
Tiorfan (D), Vaprino (D), DiaVerde (D), Hidrasec (A)